# 西林禅寺

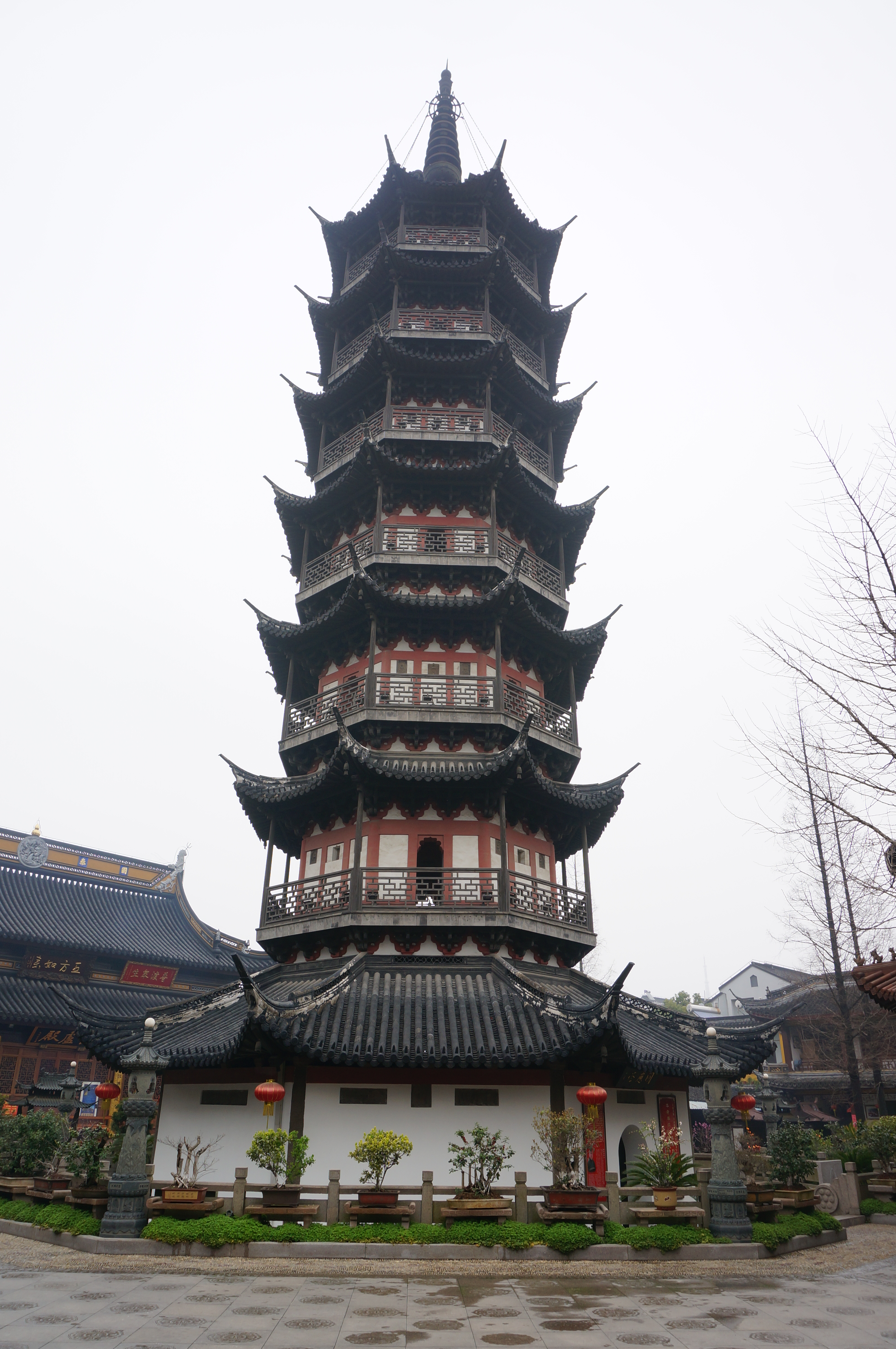
圆应塔西南侧，2015年3月

西林禅寺为位于中国上海市松江区岳阳街道中山中路666号的一座佛教禅寺，始建于南宋咸淳年间，原名接待院，明正统时赐额大明西林禅寺。建筑屡毁屡建，现状中轴线上依次为山门、大雄宝殿、圆应塔和昆卢殿，除圆应塔外，其它建筑均为1986至2003年陆续重建，现任住持为悟端大和尚。
圆应塔又名崇恩宝塔，因纪念南宋时寺院创始人圆应禅师而得名，俗称西林塔，原在寺前，明正统时移至殿后重建，为七层八面的砖木结构楼阁式塔，高46.5米，是上海地区最高的一座古塔。塔壁夹墙中砌有砖梯，塔身大部系宋构，顶层木结构平座及腰檐为明构。

## 图集
- 山门
- 大雄宝殿
- 昆卢殿
- 方丈
- 圆应塔，底层副阶
- 圆应塔，第二层
- 圆应塔，底层副阶角梁
- 圆应塔，底层副阶梁架
- 圆应塔，底层塔身
- 圆应塔，底层塔心室穹窿顶
- 圆应塔，塔身所嵌明洪武二十五年（1392）《西林禅院圆应塔记》
- 圆应塔，塔身所嵌明正统十三年（1448）《重建西林大明禅寺圆应塔记》